# Winzerhaus

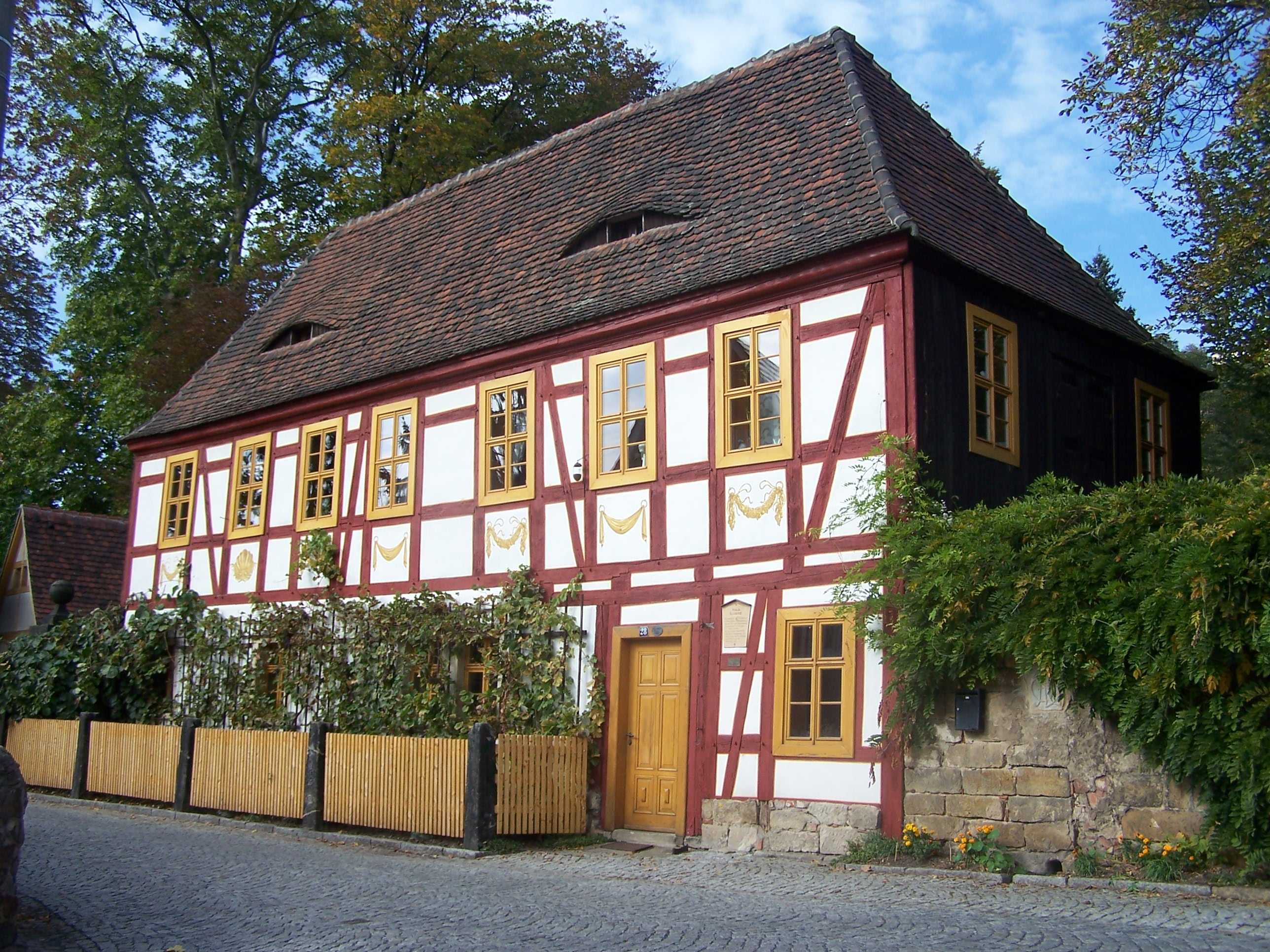
Winzerhaus Haus Lorenz

Winzerhaus bezeichnet im Weinbau ein Bauwerk, in dem der Winzer wohnt. Oft war dort neben der Winzerwohnung auch noch die Weinpresse untergebracht und im Keller wurden die Weinfässer abgefüllt und gelagert. 
In größeren Winzerhäusern konnten sich im Obergeschoss noch die Wohnung des Weinbergsbesitzers befinden, wenn dieser seinen Weinberg besuchte und dort auf dem Weingut kein Herrenhaus besaß, sowie ein Saal.
Steht in dem Weinbergsgebäude nur die Weinpresse ohne Winzerwohnung, nennt es sich Presshaus.